# Mitsuhiro Toda
Mitsuhiro Toda (født 10. september 1977) er en tidligere japansk fodboldspiller.
Han har spillet for flere forskellige klubber i sin karriere, herunder FC Tokyo og Shimizu S-Pulse.